# Carlo Confalonieri
Carlo Confalonieri (Seveso, 25 luglio 1893 – Roma, 1º agosto 1986) è stato un cardinale e arcivescovo cattolico italiano.

## Biografia
Nacque a Seveso il 25 luglio 1893 da Giuseppe e Maria Rusconi, modesti artigiani brianzoli. Una sua sorella fu madre di Carla Fumagalli che sposò Enrico Zuppi e fu madre a sua volta del cardinale Matteo Maria Zuppi. 
All'età di undici anni entrò nel Seminario arcivescovile di San Pietro Martire di Seveso, dove completò gli studi ginnasiali per poi passare al Seminario di Monza per conseguire la licenza liceale. Studiò poi a Roma come alunno del Seminario Lombardo presso la Pontificia Università Gregoriana e, successivamente, come alunno del Seminario Romano, presso il Pontificio Ateneo Lateranense. Si laureò in filosofia, teologia e diritto canonico.
Nel 1914 interruppe gli studi per andare a prestare servizio militare presso l'8º reggimento fanteria; ricevette l'ordinazione a sacerdote il 18 marzo 1916 per mano del cardinale Andrea Carlo Ferrari.

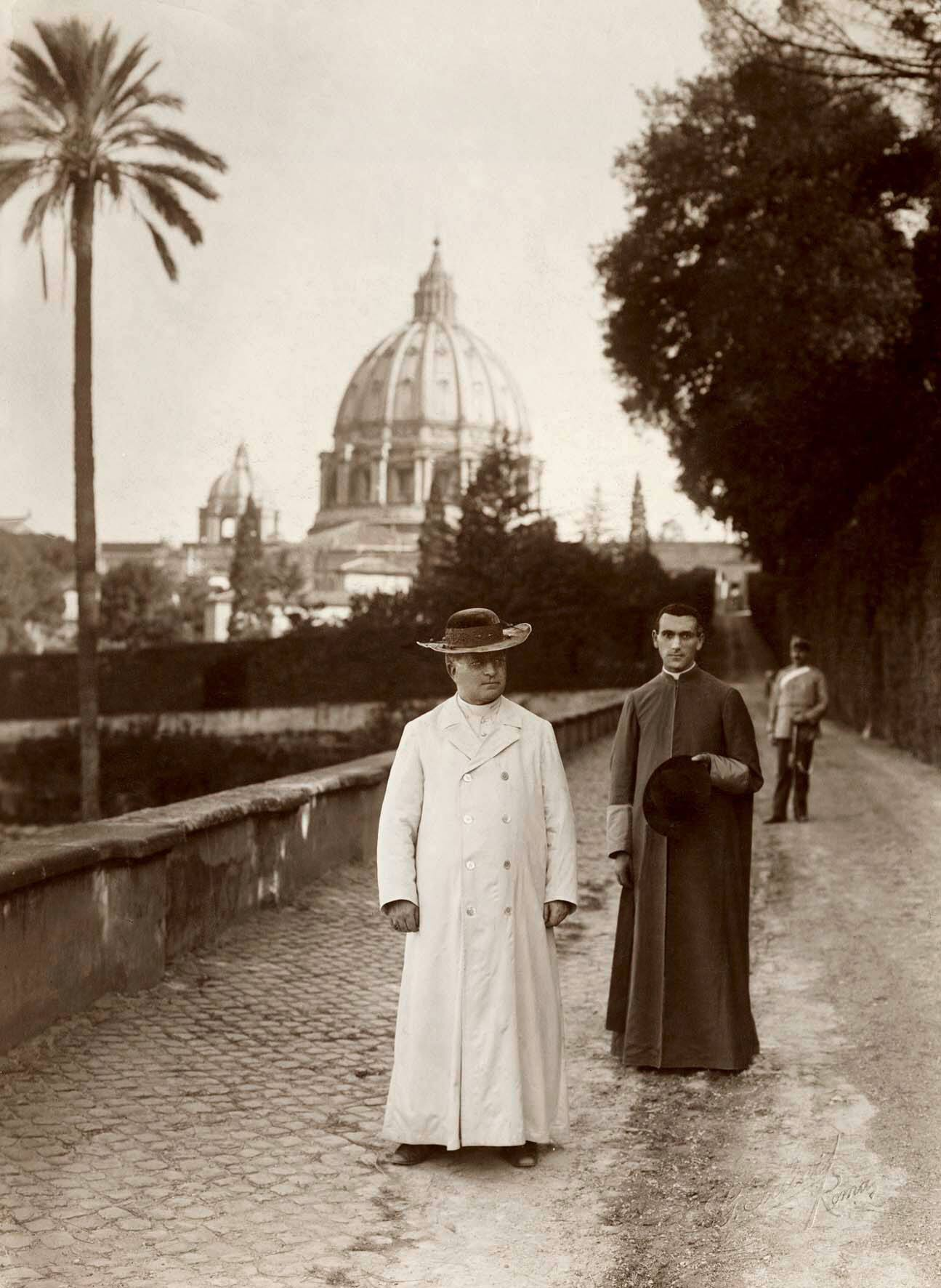
Mons. Carlo Confalonieri con papa Pio XI

Nel 1921 il nuovo arcivescovo di Milano, cardinale Achille Ratti, lo assunse come segretario particolare e lo tenne con sé con la stessa funzione anche quando fu eletto papa con il nome di Pio XI nel 1922 e per tutto il tempo del suo pontificato.
Nel 1935 fu nominato canonico della basilica di San Pietro in Vaticano. Papa Pio XII lo confermò con la precedente qualifica e successivamente lo consacrò vescovo nella Cappella Sistina il 4 maggio 1941.
Dal 27 marzo 1941 al 22 febbraio 1950 fu arcivescovo dell'Aquila. Il 5 agosto 1941, pochi mesi dopo la presa di possesso dell'arcidiocesi, salì con un nutrito gruppo di pellegrini sul Gran Sasso; a ricordo di quella ascensione, gli fu dedicata una cima, sino ad allora senza nome, che fu chiamata in suo onore Picco Confalonieri. 
Durante il periodo della seconda guerra mondiale, si spese in prima persona presso il comando tedesco di stanza in città per salvare diversi prigionieri e presso la Santa Sede per ottenere dagli Alleati di risparmiare ulteriori bombardamenti alla città dell'Aquila, già provata dal bombardamento dell'8 dicembre 1943. Tra il 1943 e il 1944 festeggiò il quinto centenario della morte di San Bernardino da Siena e il 650º anniversario dell'incoronazione di papa Celestino V a significare il "Biennio Sacro Aquilano": il Santo Crocifisso, detto di San Giovanni da Capestrano fu portato "in città con rito di riparazione e supplicazione" e, domenica 22 aprile 1945, "in segno di riconoscenza con pubblico omaggio" per la fine della guerra, fino alla chiesa del Convento di San Giuliano, dove nella cappella, degnamente decorata dai frati francescani, l'arcivescovo consacrava il nuovo altare di marmo dedicato al Santo Crocifisso.
Per i suoi numerosi meriti durante l'occupazione tedesca nei confronti della città, ricevette dalla municipalità aquilana il titolo onorifico di Defensor Civitatis.
Fece inoltre costruire la via Mariana, un percorso di fede attraverso quindici edicole, che conduce al Santuario di Nostra Signora della Croce di Roio, alle pendici di Monte Luco.
Terminò il suo mandato per la nomina a segretario della Congregazione per l'Educazione Cattolica (25 gennaio 1950) quale titolare della sede arcivescovile di Nicopoli al Nesto.
Papa Giovanni XXIII lo elevò al rango di cardinale nel concistoro del 15 dicembre 1958. Nel 1959 ricevette il titolo di arciprete della basilica di Santa Maria Maggiore seguito dal suo canonico, mons. Angelo Bresciani.
Nel 1961 fu nominato segretario della Sacra Congregazione Concistoriale, divenendone pro-prefetto dal 1966.
Era tra i cardinali presenti nella basilica di San Paolo fuori le mura il 25 gennaio 1959 quando papa Giovanni XXIII, al termine della funzione “in una sala dell’appartamento abbaziale”, annunciò ad un ristretto numero di presenti ”l’ispirata e meditata intenzione di indire il Sinodo diocesano Romano, il Concilio Ecumenico per la Chiesa universale, ed intraprendere l’aggiornamento del Codice di Diritto Canonico”.
Partecipò al Concilio Ecumenico Vaticano II aperto l'11 ottobre 1962 da papa Giovanni XXIII. Fu nominato membro della Pontificia Commissione centrale preparatoria il 4 aprile 1961, presidente della sottocommissione conciliare “De Schematibus Emendandis” e membro della commissione di coordinamento nel corso dell’intersessione. Confalonieri prese parte al conclave che elesse papa Paolo VI il 21 giugno 1963. Il 25 gennaio 1964 col motu proprio Sacram Liturgiam il Papa istituì la commissione liturgica Consilium ad exsequendam Constitutionem de Sacra Liturgia in attuazione alla costituzione apostolica Sacrosanctum Concilium e Confalonieri ne fu membro, con il cardinale Giacomo Lercaro presidente.
Il 22 marzo 1965 tenne una bellissima omelia in occasione della festa di San Benedetto, cinque mesi dopo che Paolo VI consacrò il monastero di Montecassino, restaurato in seguito ai bombardamenti che aveva subito durante l’ultimo conflitto.
Nel 25º anniversario dell’ordinazione episcopale, il 22 dicembre 1966 Confalonieri pubblicò il libro “Decennio Aquilano” (1941-1950) “come tributo di riconoscenza e cordiale saluto”, segno del forte legame con la sua “sposa” come amava definirla lo stesso vescovo. Molti gli episodi che hanno caratterizzato la sua coraggiosa azione pastorale: ”L’opera della formazione cristiana e l’integrità della disciplina liturgica…otterrebbe successi pienamente degni con aumentato decoro e prestigio delle sacre manifestazioni, se davvero tutto il clero, secolare e regolare, senza vane scuse e riprovevoli evasioni, seguisse e facesse rispettare le decisioni dell’autorità….Se si vuole ottenere bisogna educare…Vale poco spingere. Bisogna mettersi davanti a tirare il carro.”
Quando Confalonieri divenne pro-prefetto della Congregazione Concistoriale, nonostante i nuovi impegni di curia le missioni si intensificarono con viaggi all’estero di notevole importanza e di grande risonanza. Il 18 aprile 1961 egli si recò ad Einsiedeln nella Svizzera centrale, alla grande abbazia benedettina, nella cui chiesa si conserva l’immagine della Madonna Nera: il cardinale guidò un pellegrinaggio di oltre diecimila emigrati italiani. Dal 30 maggio al 7 giugno 1966, in veste di legato di Paolo VI, andò in Messico per consegnare, in nome del Papa, la rosa d'oro al santuario mariano di Nostra Signora di Guadalupe, patrona del Messico e dell’intera America Latina. Fu un viaggio trionfale, inaugurato da un radiomessaggio del pontefice. Confalonieri, che pronunciò sempre in spagnolo i numerosi discorsi, visitò anche Puebla de los Ángeles e Guadalajara, accolto dappertutto con grande calore. Il 19 dicembre 1966, partì per la Nigeria, dove aveva il compito di visitare una comunità italiana che lavorava alla costruzione di colossali dighe sul Niger. In qualità di Pro-prefetto della Congregazione Concistoriale, alla quale era affidata la cura spirituale degli emigranti di tutte le nazionalità, il cardinale benedisse la nuova chiesa del villaggio di Kainj intitolata a S. Barbara, ne consacrò l’altare e amministrò la Cresima.
Il 15 agosto 1967, con la pubblicazione della costituzione apostolica di riforma della Curia romana Regimini Ecclesiae universae, la Sacra Congregazione Concistoriale assunse la denominazione di Sacra Congregazione per i Vescovi e il cardinale Carlo Confalonieri la carica di prefetto.
In attuazione del decreto conciliare Christus Dominus articolo 44, la Sacra Congregazione per i Vescovi emanò in data 22 febbraio 1973 il primo Direttorio dei Vescovi Ecclesiae imago a firma del segretario Ernesto Civardi e del prefetto card. Carlo Confalonieri, a cui papa Paolo VI manifestò il suo personale apprezzamento per il prezioso lavoro svolto con la lettera Plurimas Tibi Gratias
Il 25 luglio dello stesso anno il cardinale Confalonieri compiva 80 anni. In virtù del motu proprio di Paolo VI Ingravescentem Aetatem' del 21 novembre 1970, i cardinali, al compimento dell'ottantesimo compleanno, oltre a cessare da incarichi di responsabilità e dalla partecipazione ai sacri dicasteri, perdevano il diritto di entrare in conclave per l'elezione del Papa. Il cardinale Confalonieri fece un gesto che ebbe grande risonanza: alcuni mesi prima di raggiungere il traguardo imposto dalla legge canonica, espresse più volte a Paolo VI il desiderio di offrire spontaneamente la propria rinuncia. Il 26 febbraio 1973 fu resa ufficialmente nota la rinuncia di Confalonieri; una valanga di lettere di cardinali, conferenze episcopali, vescovi, sacerdoti, e perfino laici gli espressero riconoscenza per il suo esemplare e nobile gesto
Confalonieri rinunciò agli incarichi ufficiali, ma non aveva nessuna intenzione di considerarsi a riposo. Nei primi giorni di maggio del 1973 si recò a Pavia per la V settimana Agostiniana. Nella Basilica di San Pietro in Ciel d'Oro, nel cui presbiterio si erge l'arca con le reliquie di sant'Agostino d'Ippona, introdusse i lavori con una densa omelia, che "per desiderio espresso di molti sacerdoti e laici" fu integralmente pubblicata sul settimanale pavese di attualità e cultura.
Nel 7º centenario della morte di San Tommaso d'Aquino Paolo VI rese omaggio al Santo con una visita nei luoghi dell’aquinate il 14 settembre 1974. Confalonieri il 1º settembre inaugurò il monumento di bronzo di San Tommaso opera di Angelo Biancini, alla presenza delle autorità e del senatore Guido Gonella. Nell’omelia il cardinale definì l’opera del Santo “una grande enciclopedia che ha sintetizzato le ideologie e i sentimenti del tempo”. Infatti “accanto alle grandi cattedrali gotiche San Tommaso ha costruito un monumento di sapienza che ha permesso all’uomo uno slancio verso l’infinito”

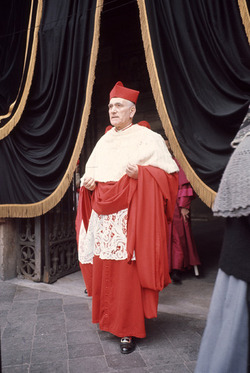
Il cardinale Carlo Confalonieri

Dal 1977 assunse il titolo di decano del Sacro Collegio e, in tale veste, presiedette le esequie, in Piazza San Pietro, di due pontefici: Paolo VI e Giovanni Paolo I, deceduti a brevissima distanza l'uno dall'altro nel 1978.
Da quando fu creato cardinale fino alla morte, per ventisette anni, Confalonieri esercitò il servizio liturgico nella basilica di Santa Maria Maggiore, dove aveva «la dolce illusione di trovarsi nell’anticamera del Paradiso». Le sue omelie sempre ben preparate e mai improvvisate erano assiduamente seguite da molti fedeli che andavano appositamente per ascoltarlo e per assistere alle sue impeccabili liturgie. Quando Paolo VI proclamò l'Anno Santo che durò dal Natale del 1974 al Natale del 1975, il 14 agosto, vigilia della festa dell'assunzione di Maria, l'immagine della Madonna fu portata dalla Basilica di Santa Maria Maggiore alla Basilica di San Pietro. Confalonieri pronunziò, in quello scenario unico al mondo, una delle sue più commosse e commoventi omelie. Nella prima parte evocò i fasti millenari della Basilica di Santa Maria Maggiore, "primo santuario mariano dell'occidente"...Il cardinale ricordava, tra altri avvenimenti, la proclamazione di Maria "Madre della Chiesa", compiuta da Paolo VI in un discorso tenuto nell'aula del Concilio Ecumenico Vaticano II,il 21 novembre 1964.
Il 13 maggio 1981 Confalonieri stava assistendo all’udienza generale di Giovanni Paolo II in Piazza San Pietro dalla terrazza del suo appartamento, quando udì i colpi di rivoltella di Ali Ağca. “In quel momento non guardavo il pontefice. Mi stavo muovendo. Appena mi resi conto di ciò che era successo, rimasi come intontito. Un attentato al Papa! Perché? Come mai? Corsi subito in Vaticano per avere più informazioni. In quelle ore non si temeva tanto per la vita del pontefice. Solo dopo qualche giorno sapemmo che le ferite erano parecchie e che la cosa stava diventando preoccupante. Ma l’impressione dominante era lo shock per il gesto; violenza al Papa! Dopo tanti secoli.” Il cardinale si recò ogni giorno al Policlinico Gemelli per avere notizie e fu uno dei primi a rivedere il papa: “Era tranquillissimo, con l’aspetto più uguale di sempre. Forse il suo volto appariva un po’ rimpicciolito, ma i suoi modi erano disinvolti e sereni. Soprattutto Egli non manifestava nessuna preoccupazione per la sua salute". L’anno seguente, nell’anniversario dell’attentato, quando Giovanni Paolo II si recò a Fatima a ringraziare la Madonna volle con sé il caro cardinale decano, che con tanta sollecitudine e premura lo aveva visitato durante la degenza.
Frequenti furono i suoi ritorni nella città natale per celebrare la santa Messa nella chiesa dei Santi Gervaso e Protaso dove fu battezzato: le ultime volte in ordine di tempo il 15 maggio 1983 in veste di legato pontificio al congresso eucaristico Nazionale tenutosi a Milano e il 4 novembre 1984 a fianco di papa Giovanni Paolo II in visita all'arcidiocesi di Milano in occasione del IV centenario della morte di San Carlo Borromeo di cui sia il Papa che il cardinale portavano il nome.
Morì a Roma il 1º agosto 1986 all'età di 93 anni. Lunedì 4 agosto Giovanni Paolo II presiedette le esequie nella basilica di San Pietro alla presenza di molti vescovi e arcivescovi. Erano presenti anche le delegazioni di Seveso, dell'Aquila e di Palestrina. Le autorità e la popolazione dell'Aquila "volevano avere il privilegio e l'onore di accogliere le spoglie mortali del loro indimenticato e indimenticabile arcivescovo", per deporle nella basilica di Santa Maria in Collemaggio, accanto al sepolcro di Celestino V, ma si arresero alla volontà precisa del cardinale di essere sepolto nella tomba di famiglia. Il giorno seguente fu celebrata dal cardinale Giovanni Colombo una messa nell'affollatissima chiesa prepositurale di Seveso, a testimonianza del vivo ricordo stampato nel cuore dei sevesini che ebbero la fortuna di ascoltarlo e di conoscerlo. La sua salma riposa, per suo espresso volere, nel cimitero di Seveso, accanto a quelle dei suoi genitori.
L'arcidiocesi dell'Aquila gli ha intitolato l'Archivio e la biblioteca diocesana aquilana.

## Genealogia episcopale e successione apostolica
La genealogia episcopale è:
- Cardinale Scipione Rebiba
- Cardinale Giulio Antonio Santori
- Cardinale Girolamo Bernerio, O.P.
- Arcivescovo Galeazzo Sanvitale
- Cardinale Ludovico Ludovisi
- Cardinale Luigi Caetani
- Cardinale Ulderico Carpegna
- Cardinale Paluzzo Paluzzi Altieri degli Albertoni
- Papa Benedetto XIII
- Papa Benedetto XIV
- Papa Clemente XIII
- Cardinale Marcantonio Colonna
- Cardinale Giacinto Sigismondo Gerdil, B.
- Cardinale Giulio Maria della Somaglia
- Cardinale Carlo Odescalchi, S.I.
- Cardinale Costantino Patrizi Naro
- Cardinale Lucido Maria Parocchi
- Papa Pio X
- Papa Benedetto XV
- Papa Pio XII
- Cardinale Carlo Confalonieri

La successione apostolica è:
- Cardinale Corrado Ursi (1951)
- Arcivescovo Ambrogio Marchioni (1961)
- Vescovo Alfredo Bontempi (1962)
- Vescovo Vittorio Maria Costantini, O.F.M.Conv. (1962)
- Vescovo Pasquale Bacile (1962)
- Vescovo Dino Tomassini (1962)
- Vescovo Vittorio Ottaviani (1963)
- Vescovo Ildefonso Matteo Renato Rea, O.S.B. (1963)
- Vescovo Antonio D'Erchia (1963)
- Vescovo Salvatore Nicolosi (1963)
- Cardinale Pablo Muñoz Vega, S.I. (1964)
- Arcivescovo Bartolomeo Santo Quadri (1964)
- Vescovo Donald J. Herlihy (1964)
- Vescovo Franz Brazys, M.I.C. (1965)
- Arcivescovo Giuseppe Carata (1965)
- Vescovo Juozas Matulaitis-Labukas (1965)
- Vescovo Petru Plesca (1965)
- Vescovo Mario De Santis (1967)
- Arcivescovo Pietro Santoro (1967)
- Arcivescovo Guerino Grimaldi (1968)
- Arcivescovo Cleto Bellucci (1969)
- Arcivescovo Carmelo Cassati, M.S.C. (1970)
- Vescovo Angelo Fausto Vallainc (1970)
- Vescovo Angelo Criscito (1970)
- Vescovo Dominic Joseph Conway (1970)
- Vescovo Aldo Del Monte (1971)
- Vescovo Carlo Cavalla (1971)
- Arcivescovo Mario Schierano (1971)
- Cardinale Vincenzo Fagiolo (1971)
- Vescovo Agapito Simeoni (1972)
- Vescovo Decio Lucio Grandoni (1972)
- Vescovo Umberto Florenzani (1973)